# محمدعلی ستیغ
محمدعلی ستیغ (زاده: ۱۳۴۸ ولسوالی شهرستان، ولایت دایکندی) سیاست‌مدار افغانستانی و نماینده مردم دایکندی در دوره پانزدهم مجلس نمایندگان افغانستان است.

## زندگی‌نامه
محمدعلی ستیغ متولد ۱۳۴۸ از روستای قوچانِ ولسوالی شهرستانِ ولایت دایکندیِ افغانستان است. وی مدرک لیسانس خود را در رشته طب از دانشگاه بلخ و مدرک ماستر/کارشناسی ارشد خود را در رشته روابط بین‌الملل از دانشگاه ابن سینا کسب کرده‌است.

## دیگر فعالیت‌ها
- رئیس دارالانشاء کمیسیون شکایات انتخاباتی.[۲]
- معین سوادآموزی و مشاور وزارت معارف.[۱][۲]
- رئیس بنیاد حمایت جوانان افغانستان.[۱][۲]
- عضو شورای نویسنده گان هفته‌نامه رُز.[۱][۲]
- عضو بورد نویسندگان هفته‌نامه لحظه.[۱][۲]
- تهیه‌کننده و گوینده برنامه صدای مردم در رادیو بلخ.[۱][۲]
- سردبیر مجله امید.[۱][۲]
- صاحب امتیاز و مدیرمسوول هفته‌نامه آهنگ.[۲]
- عضو شورای رهبری اتحادیه دانشگاهیان افغانستان.[۲]